# Юзефув-Вікторув
Юзефув-Вікторув (пол. Józefów-Wiktorów) — село в Польщі, у гміні Варта Серадзького повіту Лодзинського воєводства.
У 1975-1998 роках село належало до Серадзького воєводства.